# Lagonda Rapier
La Lagonda Rapier è un'autovettura di piccole dimensioni prodotta dalla casa automobilistica britannica Lagonda dal 1934 al 1935 in 470 esemplari e dal 1935 al 1938 dalla casa automobilistica indipendente Rapier Car Company in 46 esemplari. È stata prodotta in versione turismo due e quattro porte e in versione coupé due porte.

## Il contesto

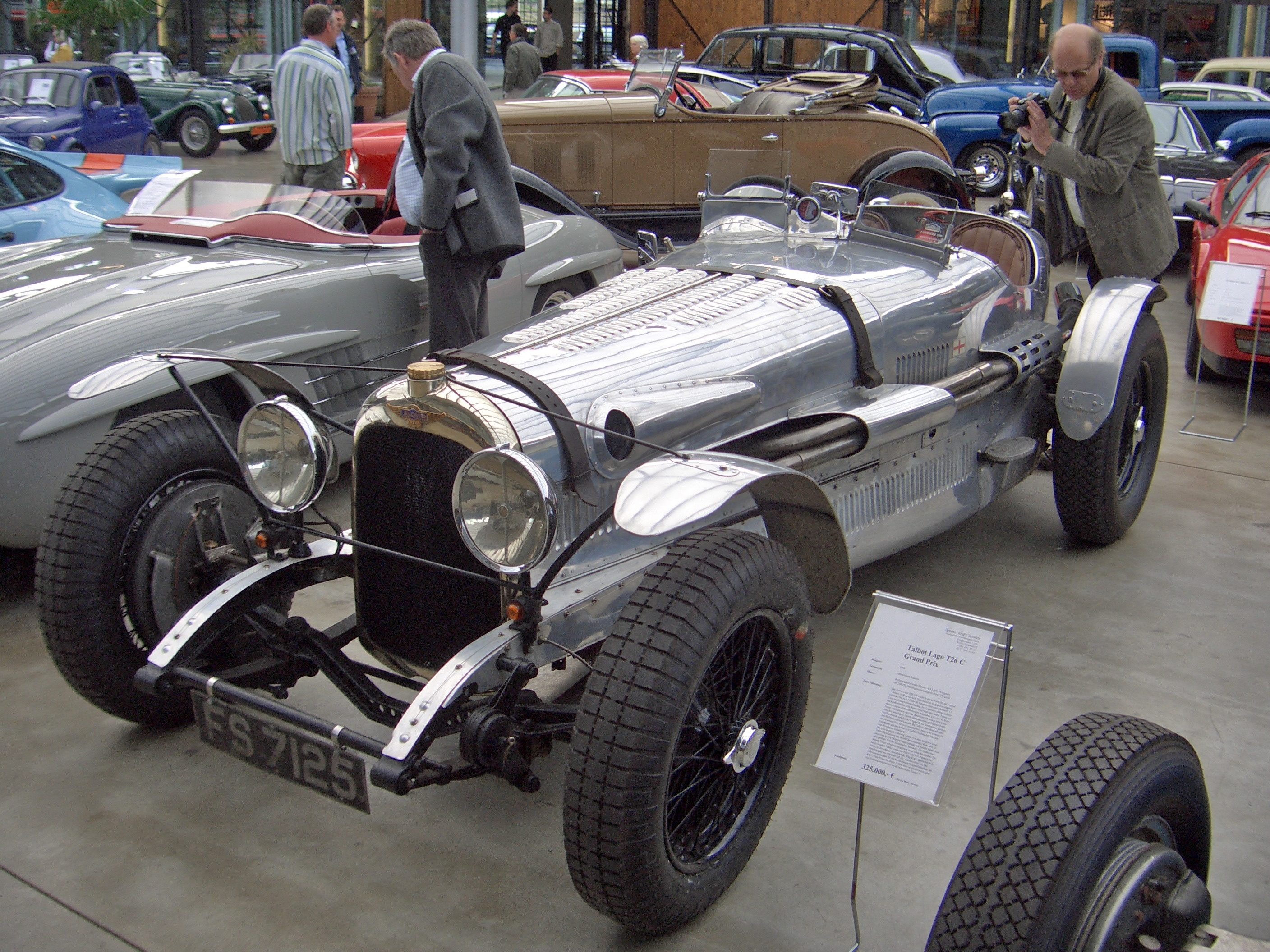
Una Lagonda Rapier coupé due porte del 1933

La vettura fu prodotta in un periodo di difficoltà per la Lagonda, tant'è che la sua produzione fu interrotta e poi affidata alla casa automobilistica indipendente Rapier Car Company. Nel 1935 la Lagonda fallì a causa dell'imposizione da parte del governo britannico del limite massimo di velocità di 30 MPH (48 Km/h), che mise in forte difficoltà la sua offerta, la quale era principalmente incentrata su modelli di elevata cilindrata.
Nello stesso anno morì il generale Metcalfe, proprietario della casa, evento sommato al precedente che mise in ulteriore crisi la Lagonda, difficoltà che accelerò la sua chiusura. La società, messa in liquidazione, fu poi venduta dal curatore fallimentare Alan Good a Dick Watney (ex Rootes) e a Walter Owen Bentley, quest'ultimo appena svincolatosi dalla Rolls-Royce, che diedero nuova linfa alla Lagonda.
I diritti di produzione della Rapier furono ceduti alla neo costituita casa automobilistica indipendente Rapier Car Company, che aveva sede in Hammersmith Road, a Londra, prima della rifondazione della Lagonda, che non ebbe più quindi occasione di produrre il modello. A differenza di quanto avveniva in precedenza, la Rapier era ora venduta dalla Rapier Car Company completa anche della carrozzeria, che era realizzata dalla John Charles & Co. In precedenza il modello era infatti completato dagli acquirenti dal loro carrozziere di fiducia dopo l'acquisto.
La Rapier, complessivamente, fu prodotta dal 1934 al 1935 dalla Lagonda in 470 esemplari e dal 1935 al 1938 dalla casa automobilistica indipendente Rapier Car Company in 46 esemplari.

## Caratteristiche tecniche

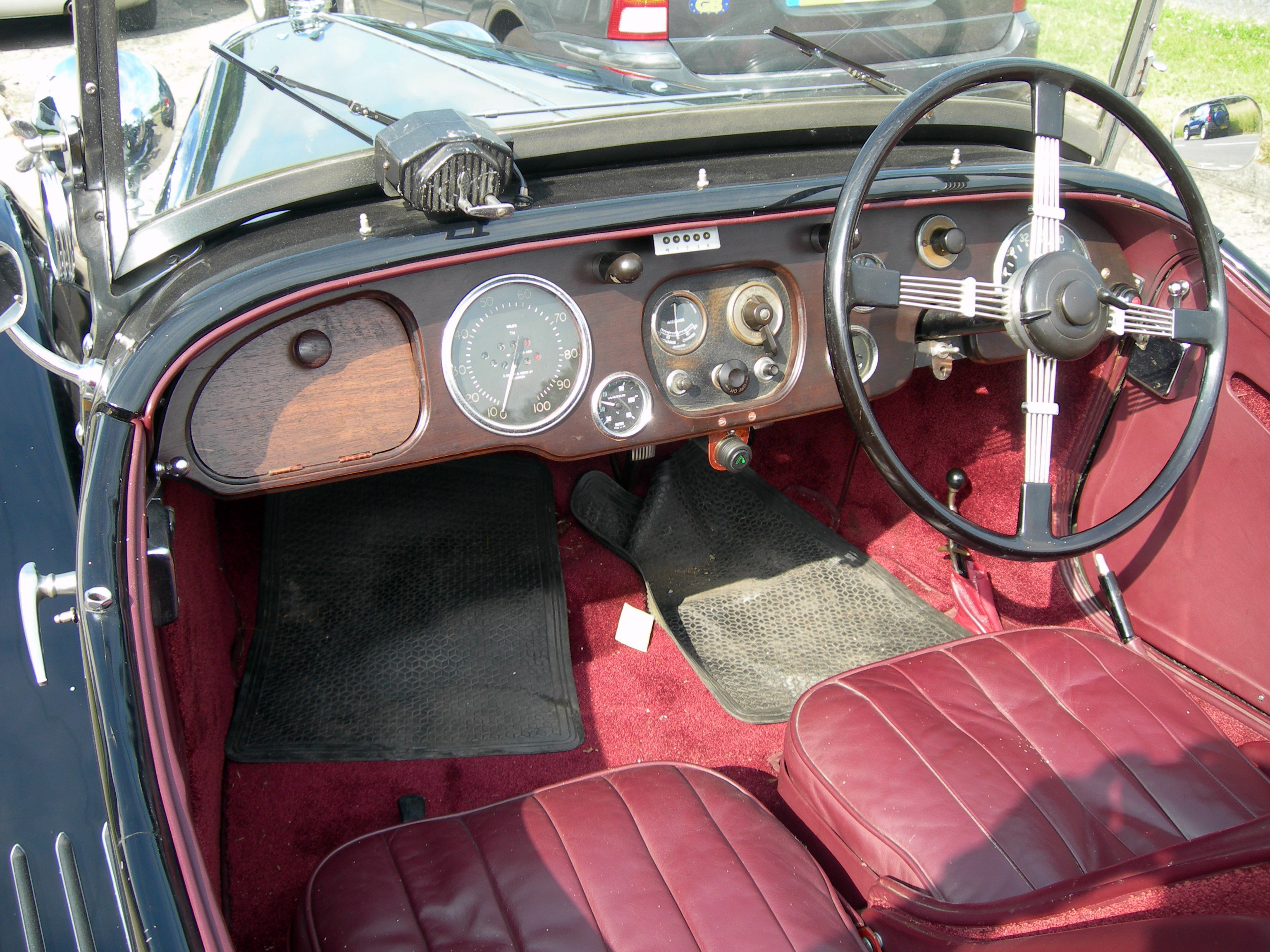
Gli interni di una Lagonda Rapier

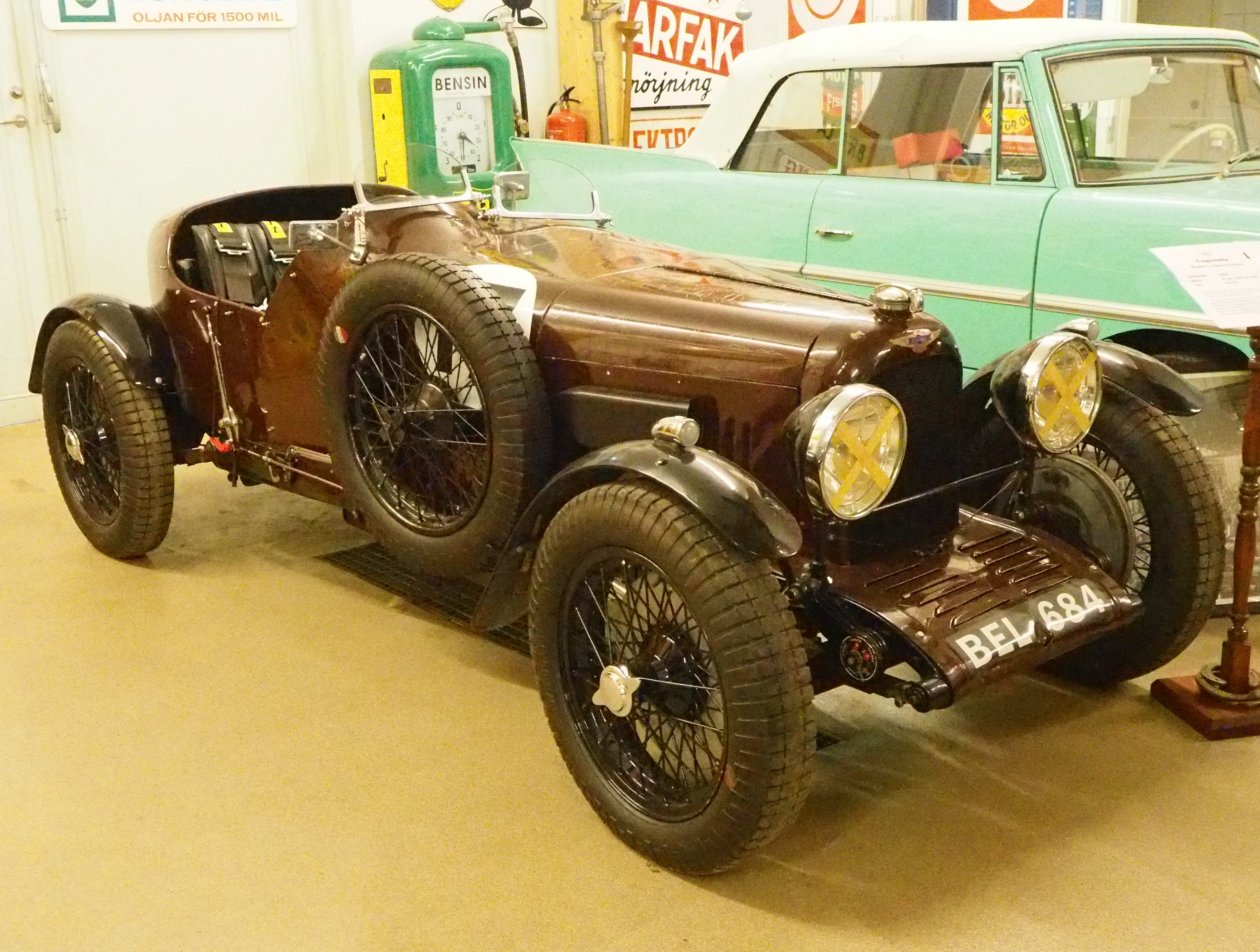
Una Lagonda coupé del 1935

Il modello era provvisto di un motore a quattro cilindri da 1.104 cm³ di cilindrata avente un albero a camme a valvole in testa. Questo propulsore, che fu progettato da Thomas Ashcroft, uno dei consulenti tecnici della Lagonda, venne definito il miglior motore britannico da 1.100 cm³. In origine venne pensato il lega leggera, ma in seguito fu deciso di realizzarlo in ghisa, nelle medesime forme del progetto originale, per contenere i costi facendone però un propulsore relativamente pesante. Il motore della Rapier produceva 50 bhp a 5.400 giri al minuto, che era una potenza ragguardevole per un propulsore dell'epoca. La produzione del motore venne subappaltata alla Coventry Climax.
Il telaio, che venne progettato Charles King, era costituito da sezioni in acciaio imbullonate tra loro. Il cambio era manuale a quattro rapporti con preselettore e leva sulla destra. Il sistema frenante era a tamburo, con questi ultimi che avevano un diametro di 330 mm. Le sospensioni, che erano a balestra semiellittica, erano controllate da ammortizzatori a frizione.
Sebbene il prototipo presentato al salone dell'automobile di Londra nel 1933 avesse un passo di 2.305 mm, quando il modello entrò in produzione esso fu aumentato a 2.508 mm in modo da renderlo adatto ai vari tipi di carrozzeria che erano disponibili per la Rapier. Come già accennato, fino al 1935, la Rapier era venduta senza carrozzeria, con quest'ultima che era montata dal carrozziere di fiducia del cliente dopo l'acquisto della vettura. La Rapier era venduta a 270 sterline, prezzo che lievitava, ad esempio, a 368 sterline se la carrozzeria era realizzata dalla Carrozzeria Abbott nella forma di una turismo quattro porte.